# L'Inondation (film, 1993)
Pour les articles homonymes, voir L'Inondation et Flood.
Pour plus de détails, voir Fiche technique et Distribution.
L'Inondation (en russe : Наводнение, Navodnienié) est un film franco-russe réalisé par Igor Minaiev et sorti en 1993. L'histoire est inspirée du roman d'Evgueni Zamiatine.

## Synopsis
L'histoire se passe à Pétrograd dans les années 1920. Sophia (Isabelle Huppert) rêve de devenir mère, espérant que la naissance d'un enfant empêchera son  mari Trophime (Boris Nevzorov) de la quitter. Mais elle ne tombe pas enceinte. C'est alors qu'apparaît dans la vie du couple une voisine, la jeune Ganka, devenue orpheline. Elle s'immisce dans la vie de Trophime et finit par vivre avec lui et les sentiments de celui-ci envers Sophia s'éteignent. Alors qu'une inondation frappe la ville, Sophia en profite pour se débarrasser de sa rivale. Tout le monde pense que Ganka est partie ailleurs. Sophia tombe enceinte. Les liens du couple se resserrent.
Après avoir accouché d'une petite fille, Sophia est atteinte de la fièvre puerpérale. Sentant venir la mort, elle avoue qu'elle a tué Ganka à coups de hache.

## Fiche technique
Sauf indication contraire, les informations mentionnées dans cette section peuvent être confirmées par la base de données cinématographiques Unifrance,  présente dans la section « Liens externes ».
- Titre français : L'Inondation[1]
- Titre russe : Наводнение (Navodneniye)
- Réalisation : Igor Minaiev
- Scénario : Jacques Baynac d'après l'œuvre d'Evgueni Zamiatine, adaptation et dialogues de Bernard Stora
- Photographie : Vladimir Pankov
- Musique : Anatoli Dergatchev
- Son : Igor Ourvantzev
- Costumes : Emma Begliarova
- Décors : Vladimir Mourzine, Ilya Amoursky
- Montage : Noëlle Boisson, Cristiana Tullio-Altan
- Production : Daniel Toscan du Plantier, Dmitri Sidorov, Ronald Chammah, Jérôme Paillard, Angelo Pastore
- Sociétés de production : Erato Films, Mosfilm, La Sept Cinéma, Ima Films
- Pays de production :  France (majoritaire) -  Russie
- Langue originale : russe
- Format : couleur — 35 mm — 1,66:1
- Durée : 99 minutes
- Genre : drame psychologique
- Dates de sortie : 
  - Russie : septembre 1993 (Festival Kinoschock)
  - Suisse : août 1994 (Festival international du film de Locarno)
  - France : 3 mai 1995

## Distribution
- Isabelle Huppert : Sofia
- Boris Nevzorov : Trofime, chauffeur de train
- Svetlana Krioutchkova : Pelagia
- Maria Lipkina (créditée Masha Lipkina) : Ganka
- Andreï Toloubeïev (ru) : Andreï
- Natalia Egorova (ru)

## Production
Isabelle Huppert joue en russe (elle n'est pas doublée),.